# The Best of Wham!: If You Were There...
The Best of Wham!: If You Were There... je kompilacijski album skupine Wham!, ki je izšel leta 1997. Dosegel je četrto mesto britanske lestvice albumov. Kompilacija vsebuje tudi skrito skladbo, ki je vključena v skladbo »Young Guns (Go for It!)« (zadnjih 20 sekund skladbe) in je prvič izšla na albumu Fantastic.
Številni oboževalci dueta Wham! kompilacijo vrednotijo slabšo kot predhodni kompilacijski album, The Final, ne samo zaradi ne vsebovanja skladbe »Bad Boys«, temveč tudi, ker album ne vsebuje skladb »Careless Whisper« in »A Different Corner«. Čeprav sta bili skladbi izdani kot solo singla Georga Michaela, sta izšli na albumih dueta. Skladbe na kompilaciji je izbral George Michael, ki je s tem želel duet predstaviti v resnejši luči ter, da bi lažje potegnil vzporednice s svojo solo kariero. The Best of Wham!: If You Were There... je zato tudi bolj dostopen kot predhodni The Final.
Poleg zgoščenke je izšla še videokaseta z videospoti dueta.

## Seznam skladb
Avtor vseh skladb je George Michael, razen kjer je posebej napisano.

### Album
| Št. | Naslov                                         | Z albuma                                      | Dolžina |
| --- | ---------------------------------------------- | --------------------------------------------- | ------- |
| 1.  | „If You Were There‟ (The Isley Brothers)       | Make It Big, 1984                             | 3:43    |
| 2.  | „I'm Your Man‟                                 | Music from the Edge of Heaven/The Final, 1986 | 4:06    |
| 3.  | „Everything She Wants‟ (remix)                 | Make It Big, 1984                             | 6:29    |
| 4.  | „Club Tropicana‟ (Michael, Andrew Ridgeley)    | Fantastic, 1983                               | 4:30    |
| 5.  | „Wake Me Up Before You Go-Go‟                  | Make It Big, 1984                             | 3:51    |
| 6.  | „Like a Baby‟                                  | Make It Big, 1984                             | 4:16    |
| 7.  | „Freedom‟                                      | Make It Big, 1984                             | 5:20    |
| 8.  | „The Edge of Heaven‟                           | Music from the Edge of Heaven, 1986           | 4:37    |
| 9.  | „Wham Rap!‟                                    | Fantastic, 1983                               | 6:46    |
| 10. | „Young Guns (Go for It!)‟ (singl verzija)      | Fantastic, 1983                               | 3:41    |
| 11. | „Last Christmas‟ (Pudding Mix)                 | Music from the Edge of Heaven, 1986           | 6:48    |
| 12. | „Where Did Your Heart Go?‟ (Dave Was, Don Was) | Music from the Edge of Heaven/The Final, 1986 | 5:42    |
| 13. | „Everything She Wants '97‟                     | [ 2 ]                                         | 6:01    |
| 14. | „I'm Your Man '96‟                             | [ 2 ]                                         | 4:33    |

### Video
1. »Wham Rap!« – 3:15
2. »Club Tropicana« – 4:31
3. »Wake Me Up Before You Go-Go« – 3:45
4. »Last Christmas« – 4:20
5. »The Edge of Heaven« – 4:25
6. »Where Did Your Heart Go?« – 5:10
7. »I'm Your Man« – 5:40
8. »Everything She Wants« – 6:30
9. »Freedom« – 6:32

## Lestvice
| Lestvica                                          | Najvišja uvrstitev |
| ------------------------------------------------- | ------------------ |
| Avstralija (ARIA Charts)                          | 29                 |
| Avstrija (Ö3 Austria Top 40)                      | 23                 |
| Belgija-Flandrija (Ultratop (Flanders))           | 5                  |
| Belgija-Valonija (Ultratop (Wallonia))            | 6                  |
| Finska (The Official Finnish Charts)              | 35                 |
| Japonska (Oricon)                                 | 30                 |
| Nemčija (GfK Entertainment)                       | 40                 |
| Nizozemska (MegaCharts)                           | 18                 |
| Nova Zelandija (Official New Zealand Music Chart) | 29                 |
| Švica (Swiss Hitparade)                           | 28                 |
| Združeno kraljestvo (Official Charts)             | 4                  |

| Lestvica (1997)     | Mesto |
| ------------------- | ----- |
| Belgija (Flandrija) | 22    |
| Belgija (Valonija)  | 24    |
| Lestvica (1998)     | Mesto |
| Belgija (Flandrija) | 52    |
| Belgija (Valonija)  | 42    |

## Certifikati
| Regija                    | Certifikat   | Prodaja |
| ------------------------- | ------------ | ------- |
| Avstralija (ARIA)         | Zlat         | 35,000  |
| Japonska (RIAJ)           | Zlat         | 100,000 |
| Poljska (ZPAV)            | Zlat         | 50,000  |
| Španija (PROMUSICAE)      | Zlat         | 50,000  |
| Združeno kraljestvo (BPI) | 2x platinast | 600,000 |

| Regija                    | Certifikat | Prodaja |
| ------------------------- | ---------- | ------- |
| Združeno kraljestvo (BPI) | Zlat       | 25,000  |